# Municipio de Van Buren (Míchigan)
El municipio de Van Buren (en inglés: Van Buren Township) es un municipio ubicado en el condado de Wayne en el estado estadounidense de Míchigan. En el año 2010 tenía una población de 28821 habitantes y una densidad poblacional de 308,61 personas por km².

## Geografía
El municipio de Van Buren se encuentra ubicado en las coordenadas 42°13′15″N 83°29′3″O / 42.22083, -83.48417. Según la Oficina del Censo de los Estados Unidos, el municipio tiene una superficie total de 93.39 km², de la cual 87.98 km² corresponden a tierra firme y (5.79%) 5.41 km² es agua.

## Demografía
Según el censo de 2010, había 28821 personas residiendo en el municipio de Van Buren. La densidad de población era de 308,61 hab./km². De los 28821 habitantes, el municipio de Van Buren estaba compuesto por el 64.58% blancos, el 28.66% eran afroamericanos, el 0.51% eran amerindios, el 2.49% eran asiáticos, el 0.05% eran isleños del Pacífico, el 0.8% eran de otras razas y el 2.91% pertenecían a dos o más razas. Del total de la población el 2.73% eran hispanos o latinos de cualquier raza.